# Arrondissement Saint-Girons
Arrondissement Saint-Girons (fr. Arrondissement de Saint-Girons) je správní územní jednotka ležící v departementu Ariège a regionu Midi-Pyrénées ve Francii. Člení se dále na šest kantonů a 82 obce.

## Kantony
- Castillon-en-Couserans
- Massat
- Oust
- Sainte-Croix-Volvestre
- Saint-Girons
- Saint-Lizier